# Cerkiew Przemienienia Pańskiego w Moskwie (Arbat)
Cerkiew Przemienienia Pańskiego – prawosławna cerkiew w Moskwie, w rejonie Arbat, w strukturach dekanatu centralnego eparchii moskiewskiej miejskiej Rosyjskiego Kościoła Prawosławnego.

## Historia
Pierwsza cerkiew na miejscu dzisiejszej świątyni powstała w słobodzie strzelców w czasach panowania Michała Fiodorowicza Romanowa, z pewnością istniała przed 1639. Była to budowla drewniana co najmniej do 1657. Dzięki zamożności strzelców mogła zostać zastąpiona świątynią murowaną stosunkowo wcześniej, już na początku II połowie XVII w. Dokładna data budowy obecnej świątyni nie jest znana, jednak w 1723 opisano ją jako istniejącą już od dawna. Jest to obiekt sakralny z dwoma ołtarzami – patronalnym oraz św. Mikołaja, szerokim przedsionkiem, trzema absydami oraz dzwonnicą. Po rozwiązaniu pułków strzeleckich cerkiew stała się świątynią parafialną. W 1752 została odremontowana po pożarze, w którym zniszczeniu uległ jej dach, zaś w 1763 urządzono w niej trzeci ołtarz św. Michała Archanioła.
Budynek został spalony i zdewastowany w 1812, jednak już w 1814 przystąpiono do jego odbudowy. W latach 1815–1817 miały miejsce powtórne konsekracje wszystkich ołtarzy. W 1836 cerkiew ponownie wyremontowano, zaś w 1849 otoczono kamiennym murem z efektowną bramą wjazdową, którą w 1891 połączono z przedsionkiem świątyni, przekształcając ją w główny portal obiektu. W ostatniej dekadzie XIX w. A. Warłamow wykonał w obiekcie nowe freski. Wszystkie te prace były fundowane przez miejscowych wiernych, w tym kupieckie rodziny Jewdokimowów i Finogienowów. Na początku XX w. w świątyni pracował utalentowany dzwonnik Konstantin Saradżew.
W kwietniu 1922 w ramach konfiskaty majątku ruchomego Rosyjskiego Kościoła Prawosławnego parafii odebrana została znaczna część wyposażenia: naczynia liturgiczne, ryzy (koszulki) z ikon, krzyże. Cerkiew pozostawała czynna jeszcze przez jedenaście lat, po czym została zamknięta. Jej wyposażenie uległo zniszczeniu. W kolejnych dziesięcioleciach budynek pełnił różne funkcje świeckie; od 1956 był siedzibą studium lalkarskiego „Sojuzmultifilmu”, w ołtarzu znajdowała się pracownia stolarska. Po II wojnie światowej obiekt uzyskał status zabytku, zaś w latach 60. XX wieku został wyremontowany i z zewnątrz odzyskał dawny wygląd.
Rosyjski Kościół Prawosławny odzyskał obiekt w 1991, jednak dopiero od 1995 uregulowane zostały kwestie związane z wynajmowaniem budynku różnym instytucjom (na mocy umów zawartych przed 1991) i świątynia w całości wróciła do pełnienia pierwotnych funkcji. W kolejnych latach cerkiew była odnawiana, by odzyskać pierwotny wygląd z XVII stulecia. W 2004 ukończono prace nad nową dekoracją malarską. Rok później budynek odwiedził patriarcha moskiewski i całej Rusi Aleksy II.

## Związani z cerkwią
W cerkwi Przemienienia Pańskiego służył od 1929 do jej zamknięcia w 1933 ks. Sergiusz Uspienski, który padł następnie ofiarą Wielkiego Terroru (rozstrzelany w 1937), zaś w 2000 został kanonizowany jako nowomęczennik.

## W sztuce
Cerkiew pojawia się na obrazie Wasilija Polenowa Moskiewskie podwórko.